# أليس فورلونغ
أليس فورلونغ (بالإنجليزية: Alice Furlong)‏ (1875 - 1946)؛ كاتِبة ومؤلِّفة وشاعرة أيرلندية.